# Liparis pulchellus
Liparis pulchellus és una espècie de peix pertanyent a la família dels lipàrids.

## Descripció
- Fa 25 cm de llargària màxima.[5][6]

## Alimentació
Menja crustacis i poliquets.

## Hàbitat
És un peix marí, demersal i de clima temperat que viu entre 9 i 183 m de fondària.

## Distribució geogràfica
Es troba al Pacífic nord-oriental: des del sud-est del mar de Bering i les illes Aleutianes fins a la badia de Monterrey (costes centrals de Califòrnia).

## Observacions
És inofensiu per als humans.